# Kathrin Bach

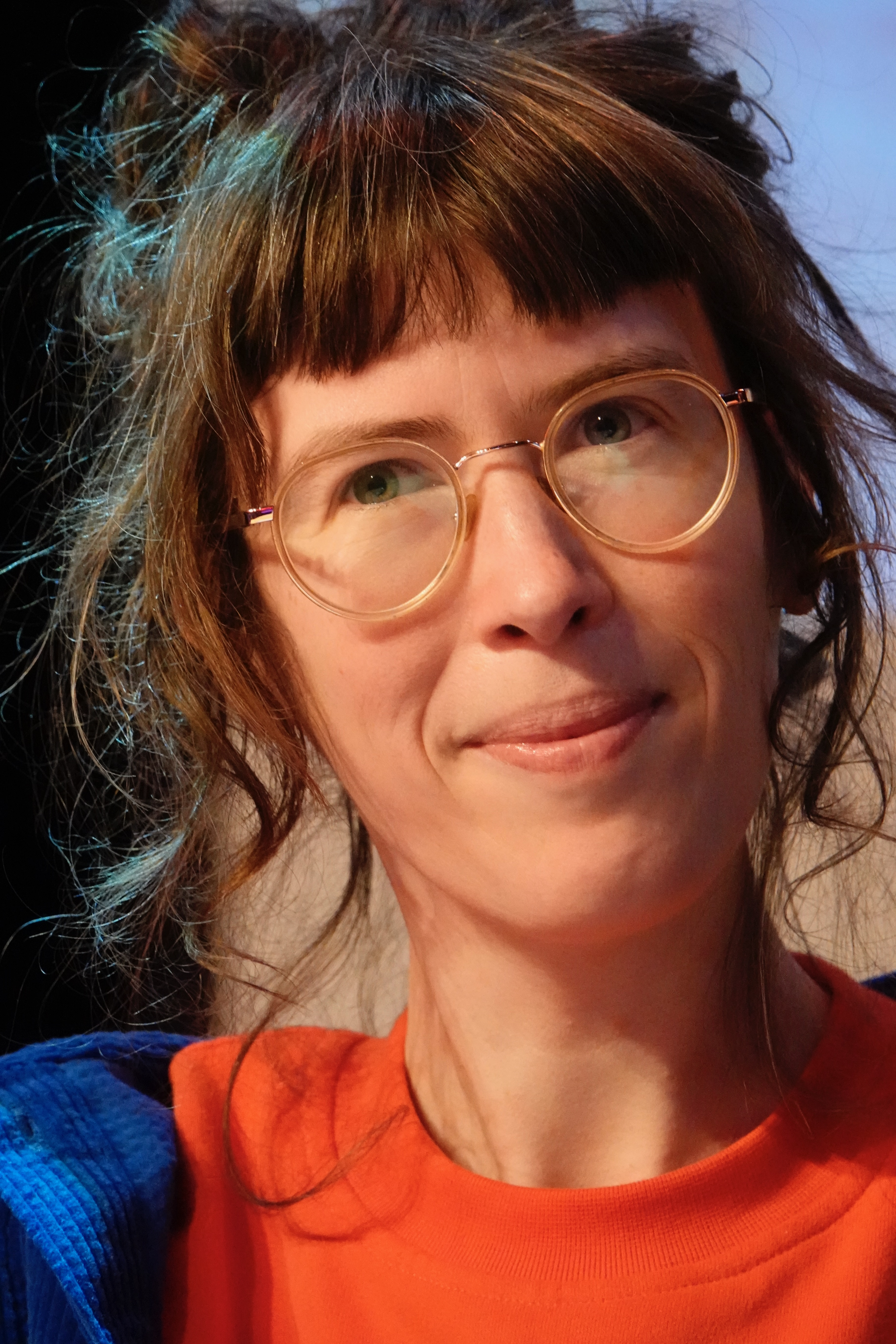
Kathrin Bach 2025

Kathrin Bach (geboren 1988 in Wiesbaden) ist eine deutsche Schriftstellerin und Lyrikerin.

## Leben
Kathrin Bach studierte an der Universität Hildesheim Literarisches Schreiben, wollte sich aber mit einer Ausbildung zur Buchhändlerin ein zweites Standbein schaffen. In Berlin arbeitete sie einige Jahre in ihrem erlernten Beruf. Daneben verfasste sie Lyrik. Sie wurde 2014 zum 22. Open Mike eingeladen und im gleichen Jahr erreichte sie den 2. Preis beim Lyrikpreis München. 2017 erschien ihr Gedichtband Schwämme, 2024 ihr Lyrikband Gips. Zwischenzeitlich verbrachte sie ein Jahr in Marseille.
2025 kam ihr Debütroman Lebensversicherung heraus, der mit dem Residenzstipendium für Literatur im Künstlerhaus Lauenburg gefördert worden war. Schon kurz nach dem Erscheinen stand das Buch auf der SWR-Bestenliste.
Bach lebt als freie Autorin und Lektorin in Berlin, wo sie auch Schreibworkshops anbietet.

## Publikationen
- Schwämme, Gedichte, parasitenpresse, Köln 2017
- Gips. Gedichte, parasitenpresse, Köln 2024, ISBN 978-3988050366
- Jahrbuch der Lyrik 2022, Schöffling und Co. Verlag, Frankfurt am Main 2022, ISBN 978-3-89561-503-0
- Sei neben mir und sieh, was mir geschehen ist (Anthologie), Hrsg. The Poetry Project und PEN Berlin, Verbrecher Verlag, Berlin 2024, ISBN 978-3-95732-607-2
- Lebensversicherung (Roman), edition Azur (Volant & Quist), Dresden 2025, ISBN 978-3-942375-72-6

## Auszeichnung
- 2025: Longlist des Deutschen Buchpreises mit Lebensversicherung